# Hydropsyche angustipennis
Hydropsyche angustipennis är en nattsländeart som först beskrevs av Curtis 1834.  Hydropsyche angustipennis ingår i släktet Hydropsyche och familjen ryssjenattsländor. Arten är reproducerande i Sverige.

## Underarter
Arten delas in i följande underarter:
- H. a. mallorcana
- H. a. tincta